# Filiberto Navas
Filiberto Navas Valdez (* 1892; † 1988) war ein mexikanischer Sportler, der Ringen, Boxen, Gewichtheben, Turnen, Schwimmen und Fußball praktizierte. Letztgenannten Sport praktizierte Navas in den Pionierjahren des Club Deportivo Toluca, zu dessen Gründungsmitgliedern er auch gehörte. Außerdem war er ein bedeutender Sportlehrer, der mehrere Sportlergenerationen in Mexiko prägte. Die zur Universidad Autónoma del Estado de México (UAEM) gehörende Sporteinheit Unidad Deportiva Filiberto Navas in Toluca trägt seinen Namen.